# Charles Grant (1er baron Glenelg)
Pour les articles homonymes, voir Grant.
Charles Grant (Calcutta, Inde, 26 octobre 1778 – Cannes, 23 avril 1866), 1er baron Glenelg, est un homme politique et administrateur colonial écossais.

## Antécédents et éducation
Glenelg est né en Inde, le fils aîné de Charles Grant, président du conseil d'administration de la compagnie anglaise des Indes orientales. Son frère, Sir Robert Grant, est aussi député ainsi que gouverneur de Bombay. Il fait ses études au Magdalene College à Cambridge et devient professeur en 1802. Il est admis au barreau en 1807.

## Carrière politique
En 1811, il est élu à la Chambre des communes britannique comme député de la circonscription d' Inverness Burghs. Il occupe ce siège jusqu'en 1818. Il est un des Lords of the Treasury de décembre 1813 à août 1819, quand il devient Chief Secretary for Ireland et conseiller privé. En 1823, il devient Vice-President of the Board of Trade ; de septembre 1827 à juin 1828, il est President of the Board of Trade et Treasurer of the Navy.
Glenelg rompt avec les conservateurs sur le Mouvement de la Réforme au Canada et rejoint les whigs. Il devient President of the Board of Control dans les gouvernements Grey et Melbourne de novembre 1830 à novembre 1834. À ce poste, il est le principal responsable de la Loi de 1833 qui modifie la constitution du gouvernement de l'Inde. En avril 1835, il devient secrétaire d'État à la Guerre et aux Colonies, et est fait baron de Glenelg, dans le comté d'Inverness. Son mandat est mouvementé. Ses différends avec Sir Benjamin d'Urban, gouverneur de la colonie du Cap, sont sérieux, mais plus encore ceux avec le roi Guillaume IV et d'autres sur l'administration du Canada. Lord Glenelg est encore Secrétaire d'État aux Colonies lorsque la rébellion éclate au Canada en 1837 ; sa politique est très critiquée au Parlement et un mouvement pour sa destitution rencontre des partisans même parmi ses collègues du gouvernement. En février 1839 Lord Glenelg démissionne.
Lord Glenelg est mort le 23 avril 1866, à l'âge de 87 ans. La baronnie de Glennelg s'est éteinte à son décès.